# Mouvement pour le Mali
Le Mouvement pour le Mali (MPM) est un parti politique malien fondé en 2018 par Hadi Niangado.
Aux élections législatives maliennes de 2020, dix sièges sont remportés par le MPM[réf. souhaitée].